# Status quaestionis
Status quaestionis es una frase latina traducible como «estado de la investigación», y se emplea comúnmente en la literatura académica para referirse de manera resumida a los resultados acumulados, el consenso académico y las áreas que quedan por desarrollar sobre cualquier tema dado. La frase es utilizada a menudo por historiadores antiguos, clasicistas, teólogos, filósofos, eruditos bíblicos y eruditos en campos relacionados, como la historia de la iglesia cristiana.

## Nota
1. ↑  Se pueden citar múltiples instancias de uso, como se puede confirmar con cualquier búsqueda de JSTOR o Google Books. El término comenzó a usarse regularmente en disertaciones en latín publicadas por alemanes a fines del siglo XIX, y entró en uso académico regular después de 1909, desde el año en que encontramos el primero de 655 usos en JSTOR (en julio de 2011).

- Datos: Q2050329